# 34
34 (XXXIV) var ett normalår som började en fredag i den julianska kalendern.

## Händelser

### Okänt datum
- En trenivåig romersk akvedukt börjar byggas i nuvarande Nimes och blir 430 kilometer lång.
- Naevius Sutorius Macro sägs ha vunnit fördelar genom att låta prostituera sin hustru Eunius åt Tiberius.
- De ursprungliga invånarna i Dakien revolterar mot den sarmatiska stammen jazygerna, som har förslavat dem.
- Romarna intervenerar i Armenien (34–37).

## Födda
- Aulus Persius Flaccus, romersk poet